# Elymnias stictica
Elymnias stictica är en fjärilsart som beskrevs av Hans Fruhstorfer 1902. Elymnias stictica ingår i släktet Elymnias och familjen praktfjärilar. Inga underarter finns listade i Catalogue of Life.